# Barbara Tucholke
Barbara Tucholke (geboren 1939 in Dresden) ist eine deutsche Grafikerin und Malerin.

## Leben und Wirken
Barbara Tucholke entstammt einer Dresdener Bildhauerfamilie. Ihr Großvater Oskar Paul Hempel war Obermeister der Steinbildhauer in Dresden und als Bildhauer tätig, ebenso wie ihr Vater Werner Hempel und ihr Bruder Christian Hempel.
Ab 1963 arbeitete Barbara Tucholke freiberuflich als Illustratorin und Grafikerin. Im selben Jahr wurde sie Mitglied im Verband Bildender Künstler. Zwischen 1976 und 1972 hatte sie eine Festanstellung als Grafikerin und Layouterin bei der Zeitschrift Neue Berliner Illustrierte. Danach wechselte sie zum Progress-Film-Verleih, wo sie insbesondere für die Gestaltung von Filmplakaten verantwortlich war. 1977 verließ Tucholke Progress und arbeitete wieder freiberuflich als Pressezeichnerin, Illustratorin und Grafikerin. Ein Stipendium 1987 des Magistrats von Berlin ermöglichte ihr Studien zur Pastelltechnik. Seit 1988 ist sie vorwiegend als Malerin künstlerisch tätig. Die Entwicklungen der digitalen Technik inspirierten sie so, dass sie ab 1990 auch zur Computermalerei fand.
Aus ihrer Beziehung mit dem Grafiker Dieter Tucholke, den sie während des Studiums in Berlin kennengelernt hatte, stammen die beiden Töchter Annette Tucholke (Jg. 1959) und Julia Tucholke (1962), die ebenso künstlerisch tätig sind.
Barbara Tucholke verließ nach fast 60 Jahren ihre Wahlheimat Berlin-Mitte und lebt seit 2015 in Bernau.

## Künstlerisches Schaffen
Stadt- und Naturlandschaften begleiten Barbara Tucholke in ihrem künstlerischen Schaffen seit vielen Jahren.
Insbesondere die Architektur des 19. Jahrhunderts mit ihren Industriebauten, Gewerbehöfen und Hinterhöfen oder die alten Friedhöfe inmitten der Großstadt inspirieren ihre künstlerische Arbeit. Ihre Berlin-Ansichten, aus einer speziellen Froschperspektive gemalt, wurden zu ihrem Markenzeichen. Häuser und Straßenschluchten scheinen in eine surreale Schieflage geraten zu sein. Was sie zeigt, sind „melancholische Fundstücke aus dem pittoresken, alturbanen Hauptstadtmilieu: Baustellen, Brandmauern, Hinterhöfe, Fabrikfassaden, Fensterblicke.“
Den Kontrast dazu bildet die karge Landschaft Mecklenburgs, die Weite der Felder, die Bäume und Baumgruppen, die Feldsteine und die Backsteinhäuser in den Dörfern, die sie ebenso in ihrem künstlerischen Werk abbildet.
Ihre Bildmotive in der Computermalerei sind oft erotischer Natur, bilden Frauenakte ab, Katzenmotive oder vermischen Mensch und Tier.
Arbeiten von Barbara Tucholke befinden sich im öffentlichen und privaten Besitz, unter anderem in der Sammlung Berghuis Assen (Niederlande), IKB Industriebank, JOBconsult, Sammlung Conway London (Großbritannien).

## Ausstellungen (unvollständig)
- 1979, 1982, 1986 und 1989: Bezirkskunstausstellungen Berlin

- 1991:Personalausstellung, IKB-Deutsche Industriebank, Berlin
- 1993: Berliner Pastelle: Häuser – Straßen – Hinterhöfe, Galerie Wort und Werk, Berlin
- 1995: Stilleben und Pastelle Vorpommern, Galerie Spittelkolonnaden, Berlin
- 1999: Zwischen Himmel und Asphalt, Inselgalerie, Berlin (mit Jürgen Graetz)
- 2000: Landschaft und Skulptur, Galerie Haus Gartenstraße, Nauen (mit Günter Nowak)
- 2000: StattLandschaft, Galerie Amalienpark, Berlin (mit Jörg Schultz-Liebisch)
- 2000: Teilnahme Assen mit Berliner Augen gesehen, Drents Museum Assen, Niederlande
- 2001: Höfe – Häuser – Straßen, JOBconsult Berlin
- 2002: Steine, Bäume, Häuser – Motive in Vorpommern, Galerie Spittelkolonnaden, Berlin
- 2003: VBK-Jahresausstellung Homage à … Berlin, Museum Mitte von Berlin
- 2003: BERLIN – AnSichten, Architekturmalerei, Haus Berliner Stadtbibliothek
- 2004: Stadt & Landschaft, GSW Zentrale Berlin
- 2005: Teilnahme 35 Jahre Arbeitsgruppe Berliner Architekturmaler
- 2006: Berlin und andere Motive, Zentral- und Landesbibliothek Berlin, Haus Berliner Stadtbibliothek
- 2007: Tierisch – Menschlich, Galerie Spittelkolonnaden, Berlin (mit Julia Tucholke)
- 2008: Betrachtungen – Berlin und Vorpommern, Galerie 100, Berlin
- 2010: Stadt und Land, Galerie am Domhof, Zwickau[5]

## Mitgliedschaften
- bis 1990 Verband Bildender Künstler der DDR

- 1993: Bundesverband Bildender Künstler
- 1998: Verein Berliner Künstler[6]